# Ett experiment på en fågel i luftpumpen
Ett experiment på en fågel i luftpumpen (engelska: An Experiment on a Bird in the Air Pump) är en oljemålning av den engelske konstnären Joseph Wright of Derby. Den målades 1768 och ingår sedan 1863 i National Gallerys samlingar i London.
Målningen skildrar en dramatisk nattlig händelse i hemmiljö där en grupp familjemedlemmar bevittnar ett vetenskapligt experiment. Det finns bara en ljuskälla som lyser upp de avbildades ansikten som avslöjar starka känslor och vånda. Vetenskapsmannen står i bildens mitt och möter betraktarens blick. Han har placerat en levande kakadua i en glasbehållare som sedan tömts på luft med hjälp av en luftpump. Wright har avbildat det avgörande ögonblicket då vetenskapsmannen kan välja att antingen föra in luft så att fågeln vaknar till liv igen, eller låta den dö. Den starka kontrastverkan mellan ljus och mörker, så kallad klärobskyr, ger scenen en mystisk stämning.
Målningen tillkom under upplysningen, en period under 1700-talet då vetenskapliga försök var mycket populära i Europa. Vetenskapsmännen reste runt på landet med sin utrustning och hade såväl underhållande som bildande förevisningar på godsen. Som framgår av namnet levde Wright i Derby i Midlands där de första fabrikerna etablerades i slutet av 1700-talet som blev vaggan till den industriella revolutionen.